# Southwest Airlines

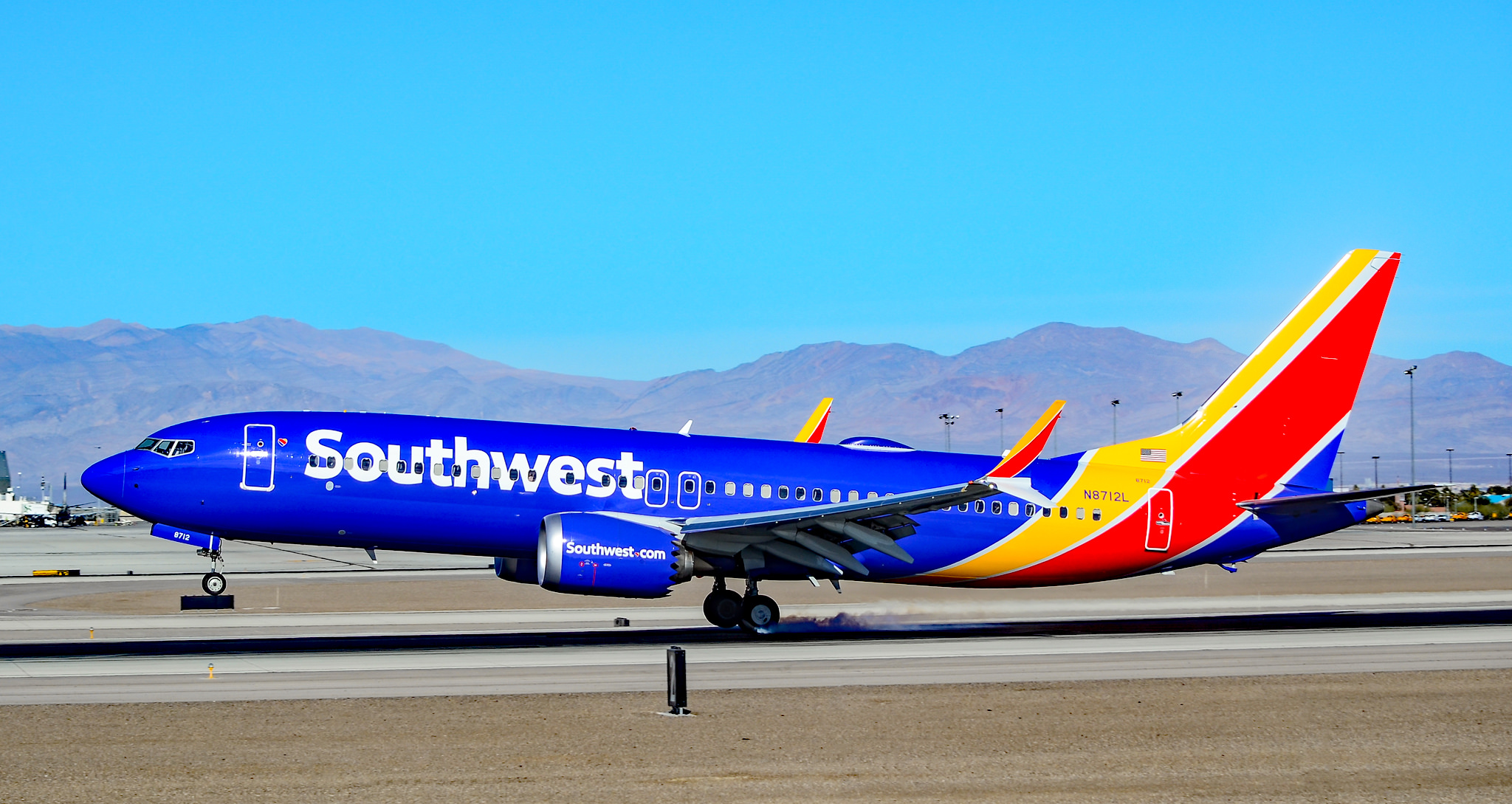
Boeing 737 MAX 8 lądujący na lotnisku Las Vegas-McCarran

Southwest Airlines – amerykańskie tanie linie lotnicze z siedzibą w Dallas, w Teksasie. Są największymi liniami lotniczymi na świecie pod względem liczby pasażerów przewiezionych lotami krajowymi. Obsługują przede wszystkim połączenia krajowe w Stanach Zjednoczonych w systemie point to point, nie posiadają hubu głównego.
Linie lotnicze Southwest zostały założone w 1967 jako Air Southwest przez prawnika Herba Kellehera, rozpoczęły działalność operacyjną w 1971 jako Southwest Airlines. W 2019 przedsiębiorstwo zatrudniało 60 590 pracowników i obsługiwało ok. 4000 lotów dziennie w szczycie sezonu.
Agencja ratingowa Skytrax przyznała liniom cztery gwiazdki.
W 2022 Southwest był największym na świecie operatorem Boeinga 737. W tym czasie we flocie przewoźnika znajdowało się 786 takich maszyn. Dla porównania Ryanair, prowadzący taką samą politykę sprzętową, użytkował 274 samolotów Boeing 737.

## Flota
Według stanu na maj 2025 flota Southwest Airlines składała się z 804 samolotów o średnim wieku 11,6 lat:
| Samolot          | Samolot | Samolot   | Liczba miejsc | Liczba miejsc | Uwagi |
| Model            | Aktywne | Zamówione | E             | Łącznie       | Uwagi |
| ---------------- | ------- | --------- | ------------- | ------------- | ----- |
| Boeing 737-700   | 339     | -         | 143           | 143           |       |
| Boeing 737-800   | 203     | -         | 175           | 175           |       |
| Boeing 737 MAX 7 | -       | 30        | -             | -             |       |
| Boeing 737 MAX 8 | 262     | 14        | 175           | 175           |       |
| Łącznie          | 804     | 44        |               |               |       |